# Philotes sonorensis
Philotes sonorensis är en fjärilsart som beskrevs av Felder 1865. Philotes sonorensis ingår i släktet Philotes och familjen juvelvingar. Inga underarter finns listade i Catalogue of Life.

## Bildgalleri

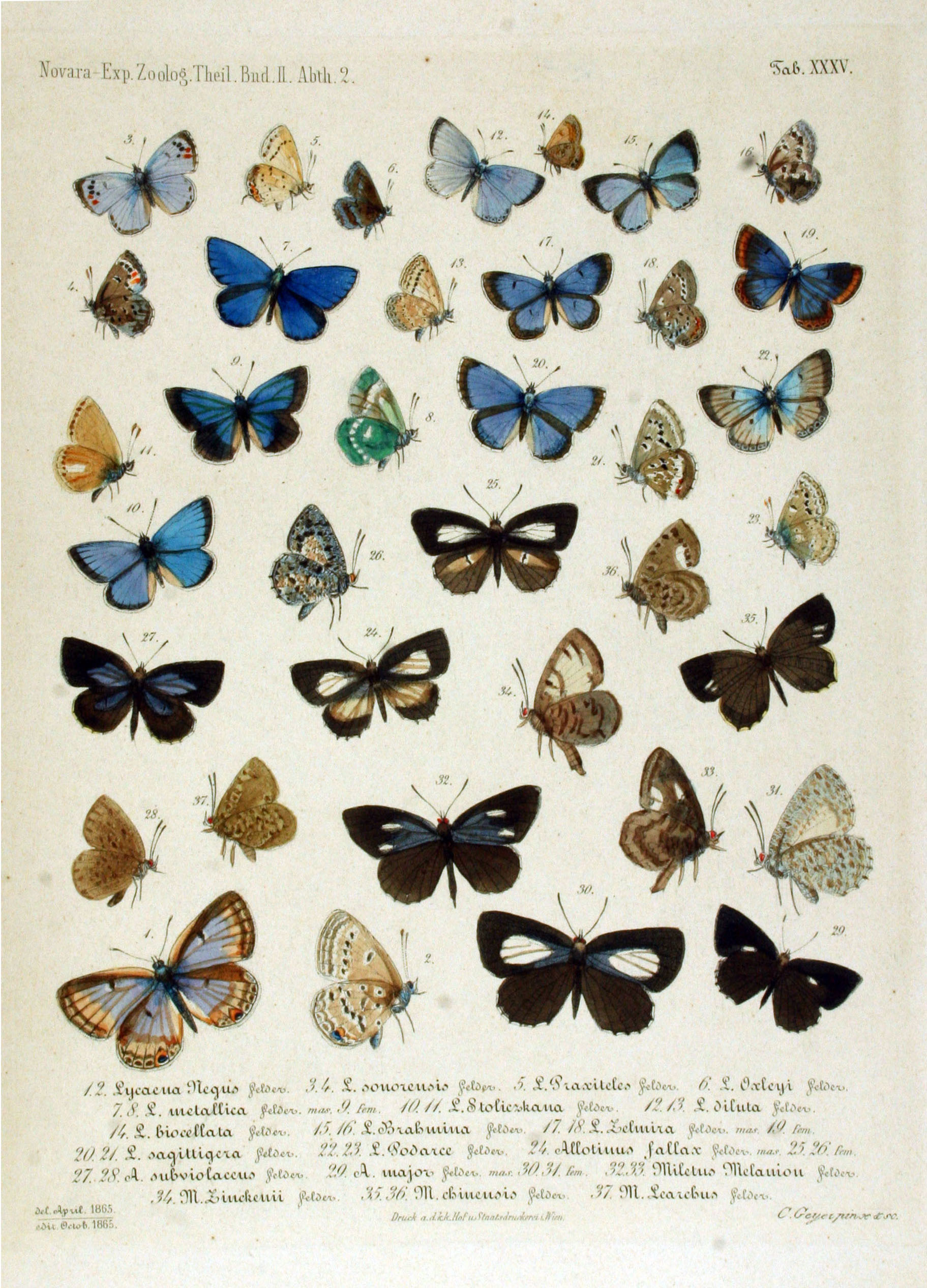